# Liste von Burgen und Schlössern im Saarland

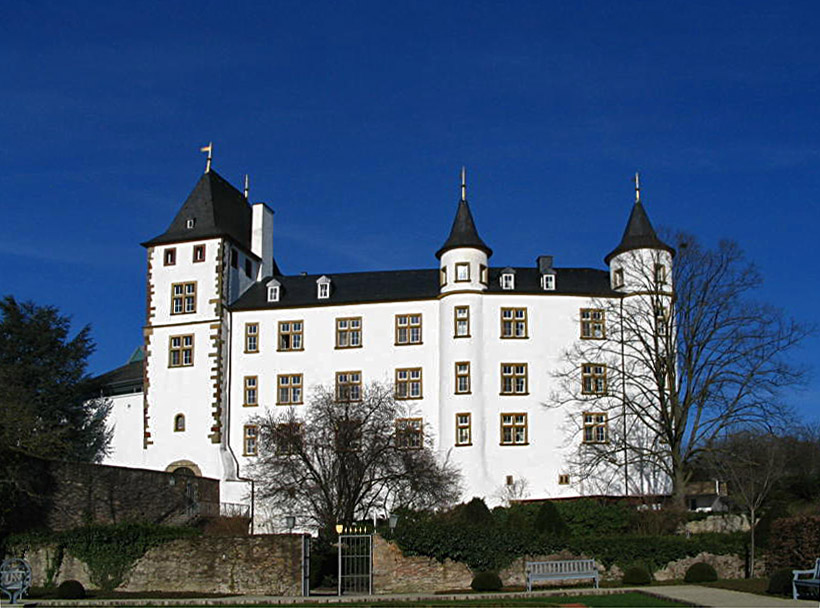
Schloss Berg bei Nennig

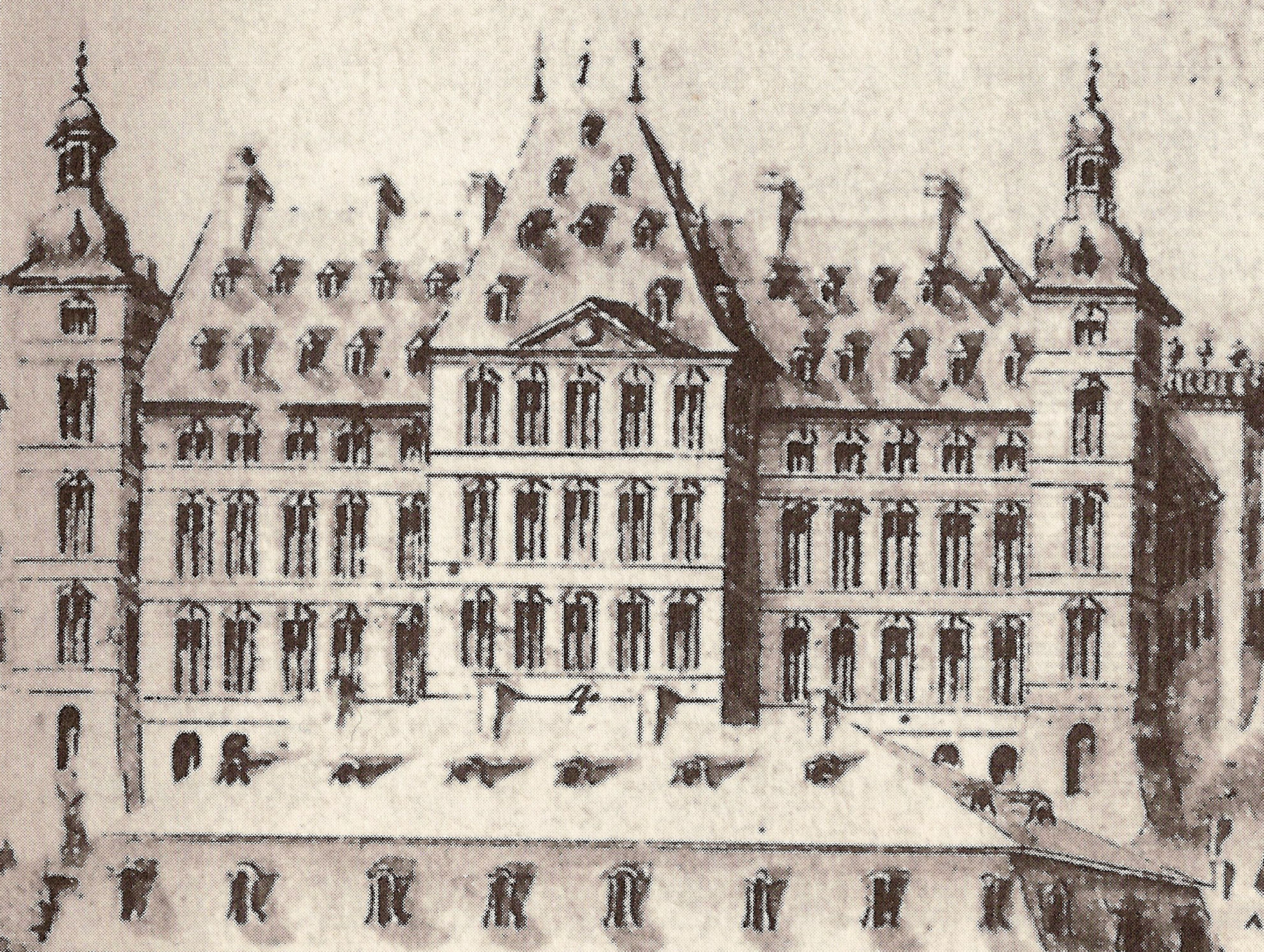
Das Blieskasteler Schloss

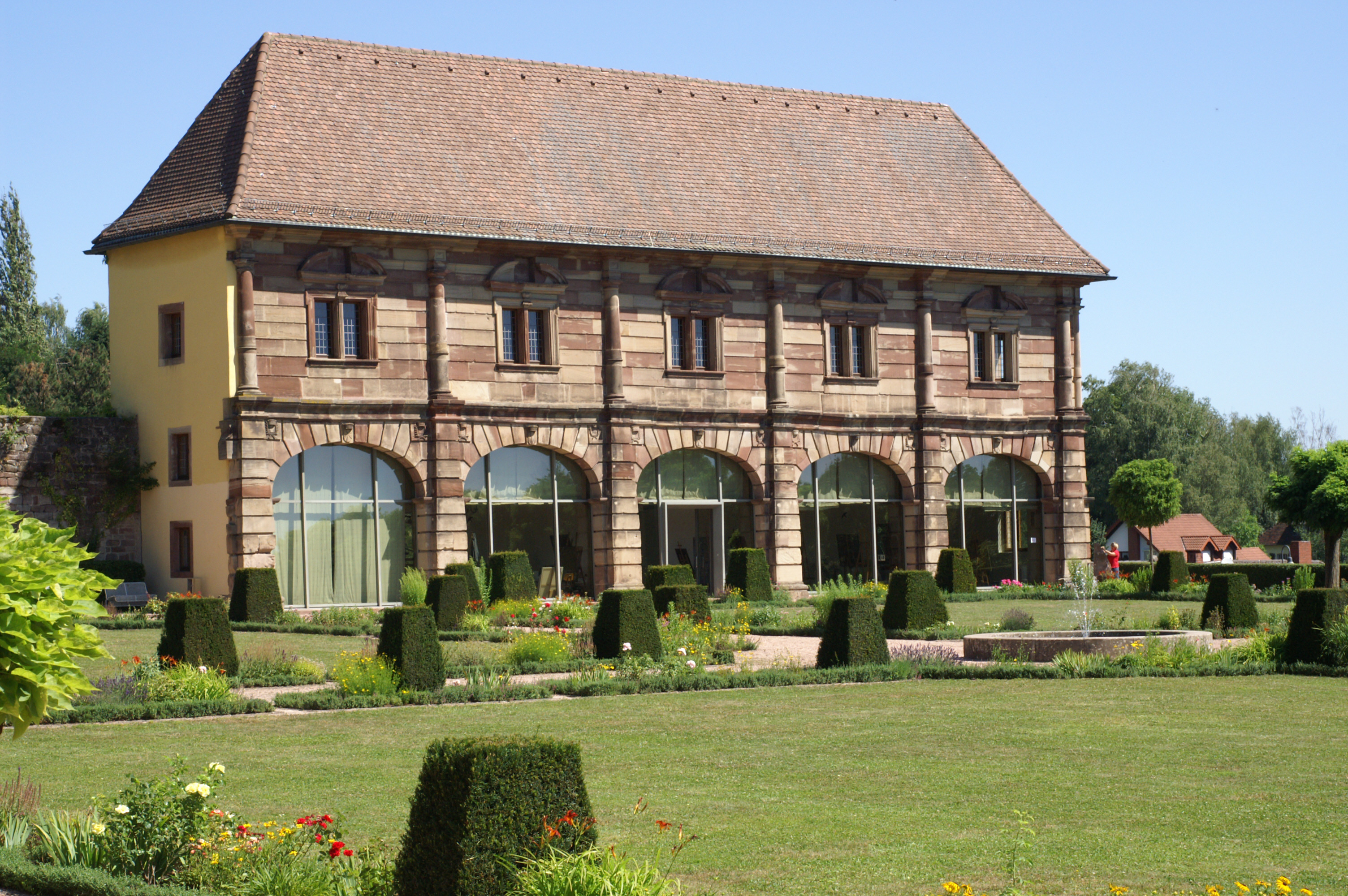
Schloss Blieskastel (Orangerie)

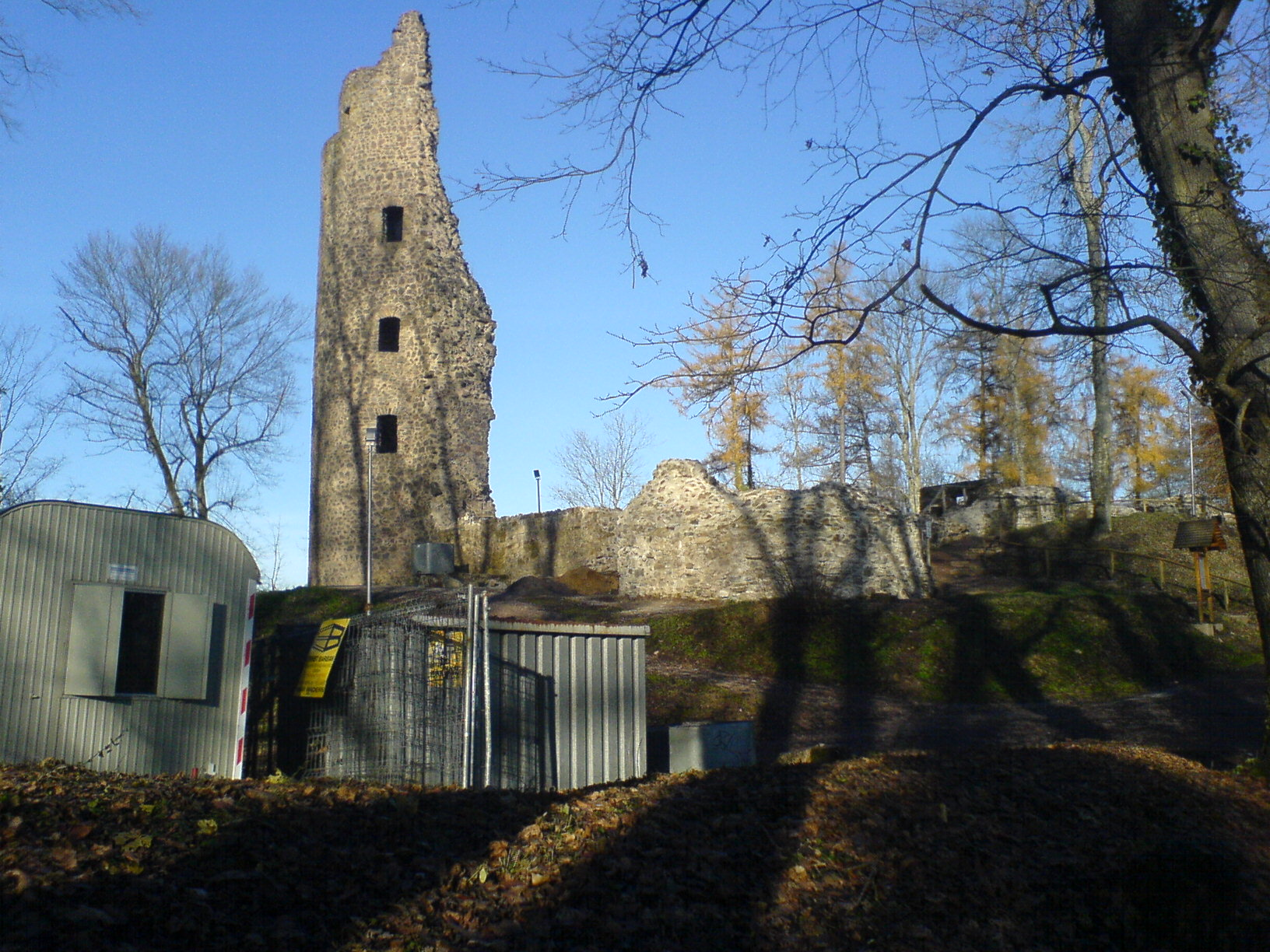
Burg Dagstuhl

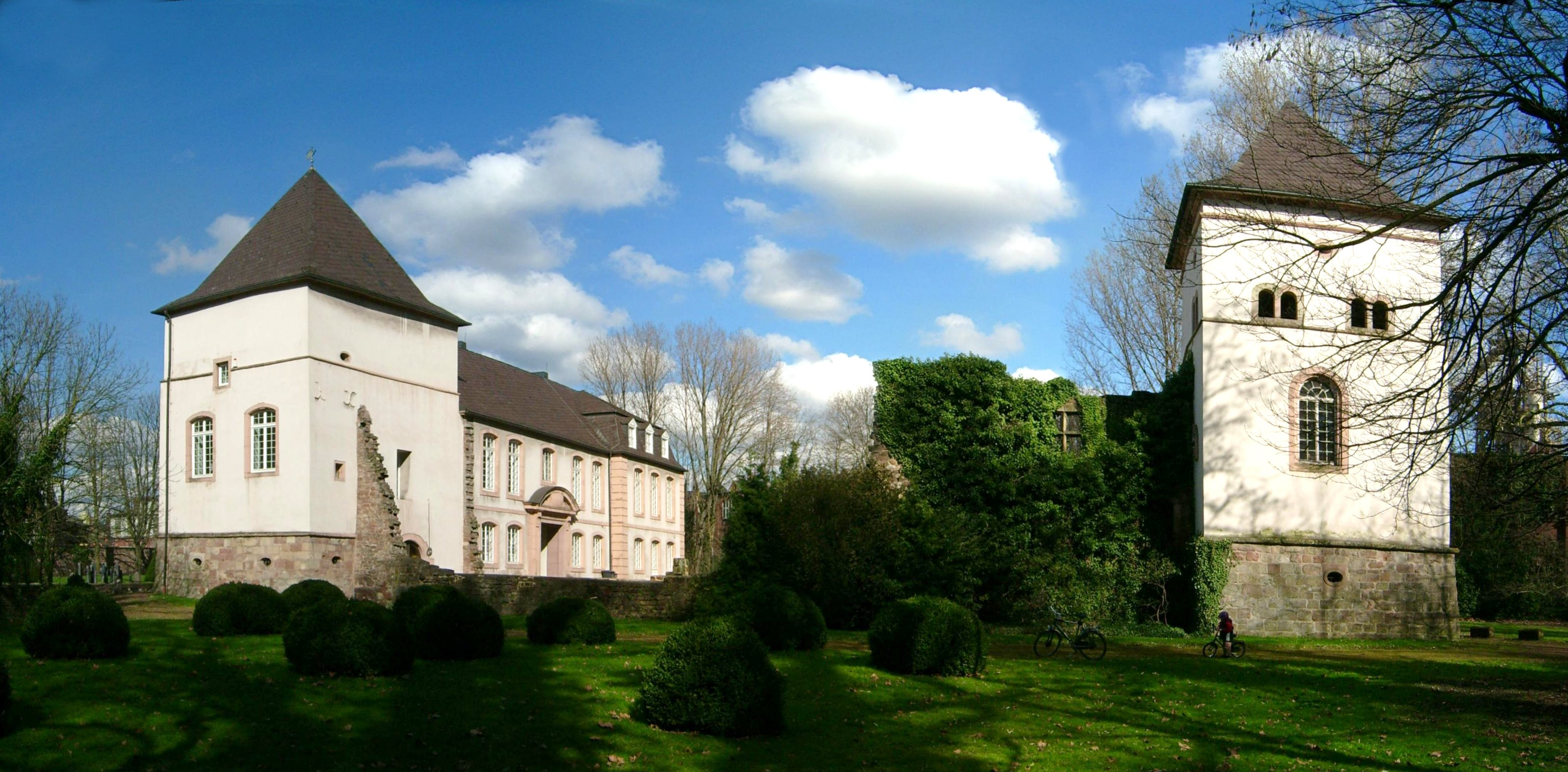
Schloss Dillingen

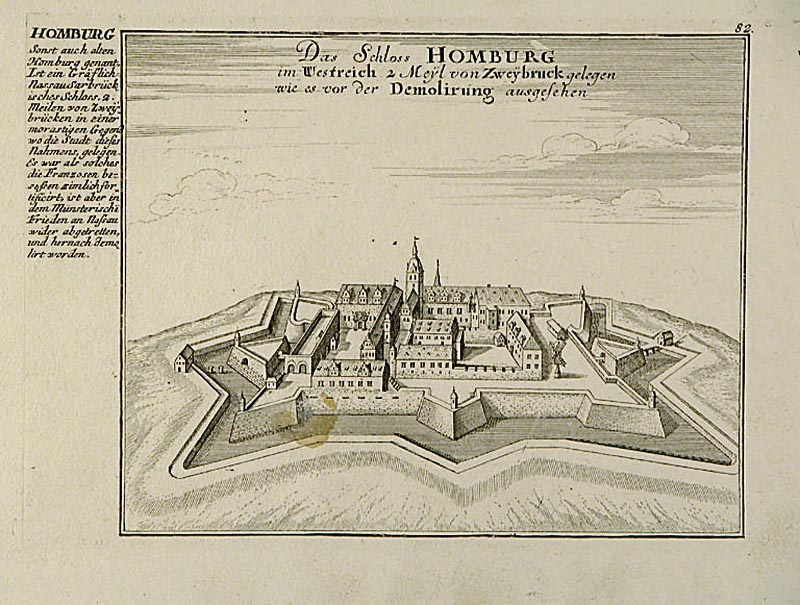
Festung Hohenburg

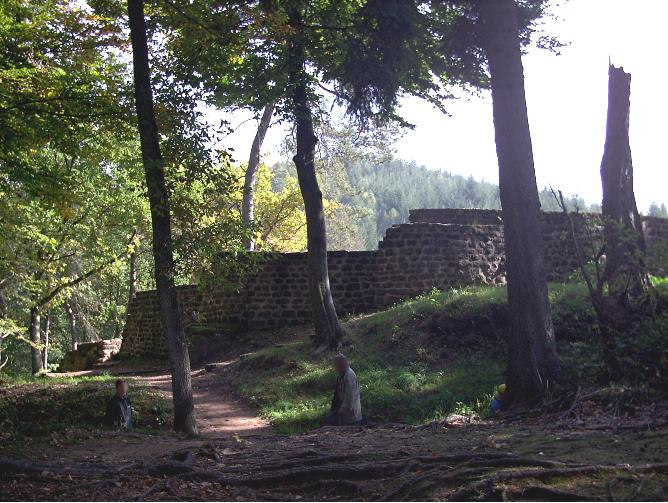
Merburg

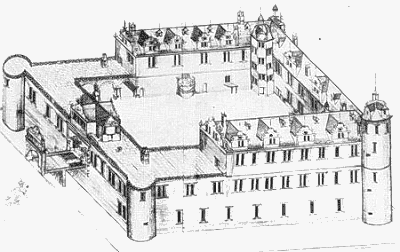
Schloss Neunkirchen

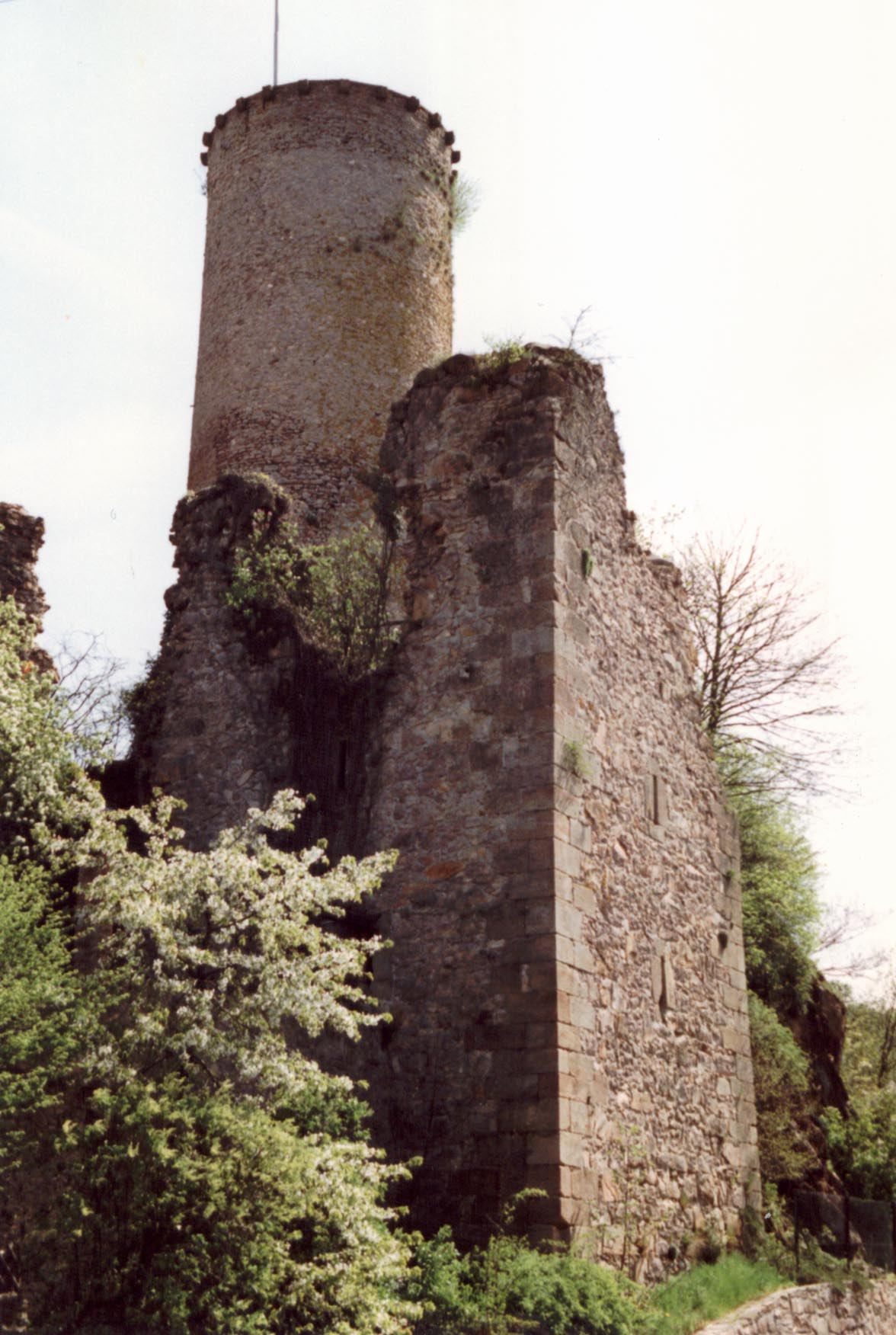
Burg Nohfelden

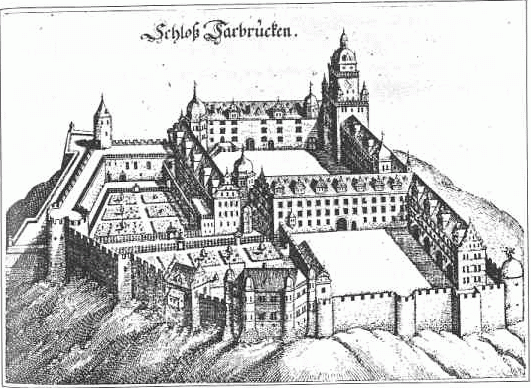
Schloss Saarbrücken

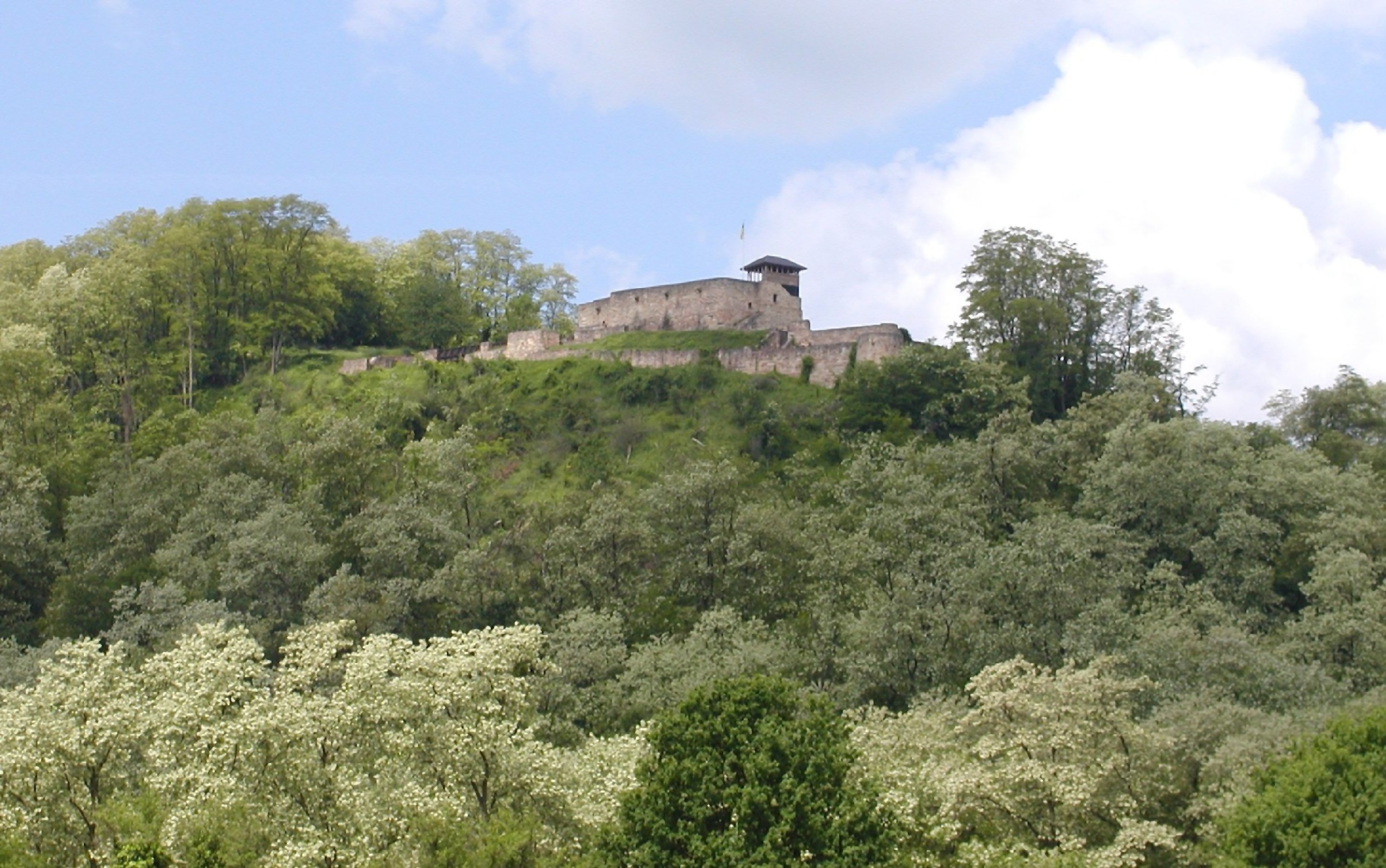
Teufelsburg

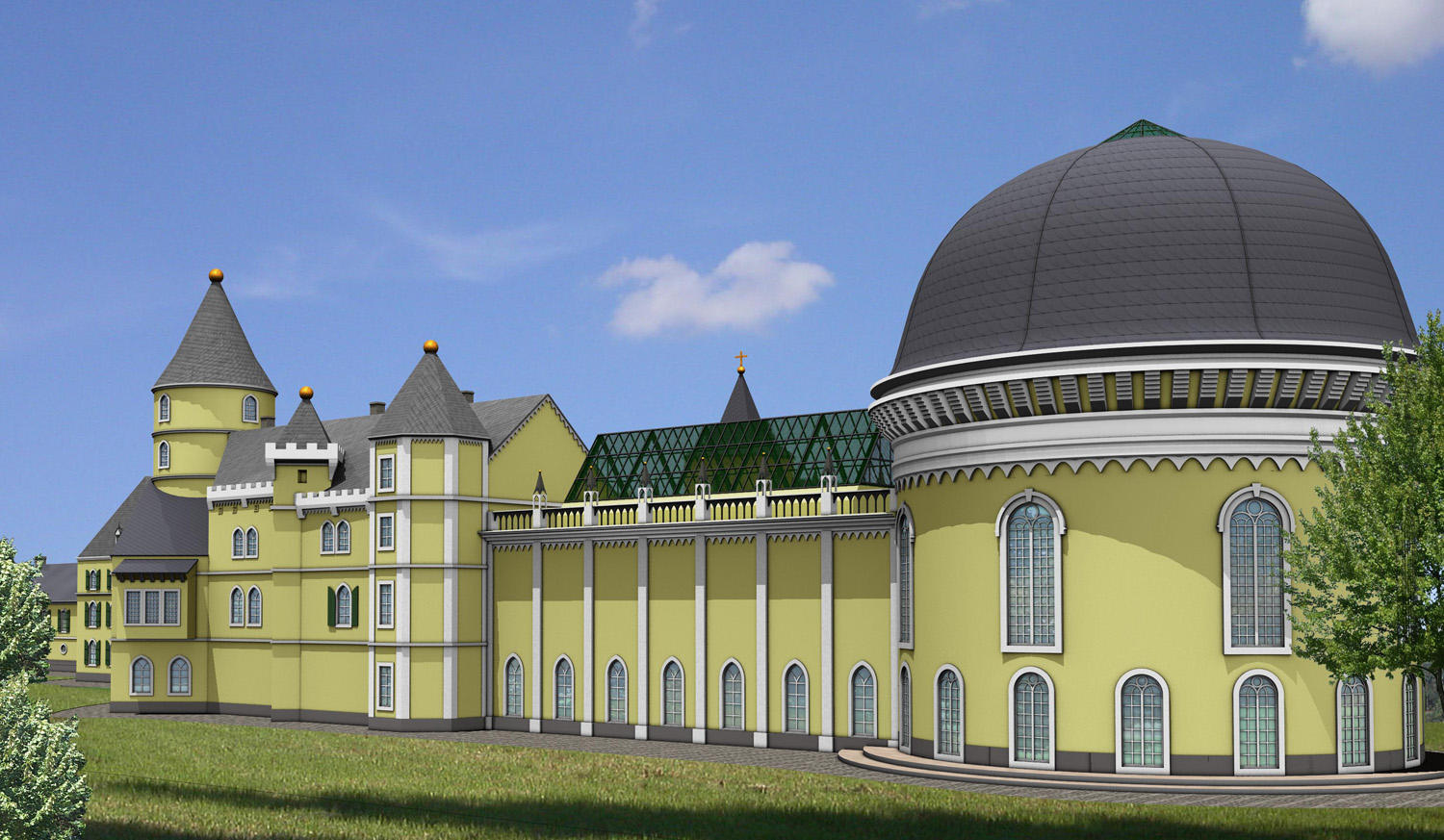
Digitale Rekonstruktion: Schloss Philippsburg

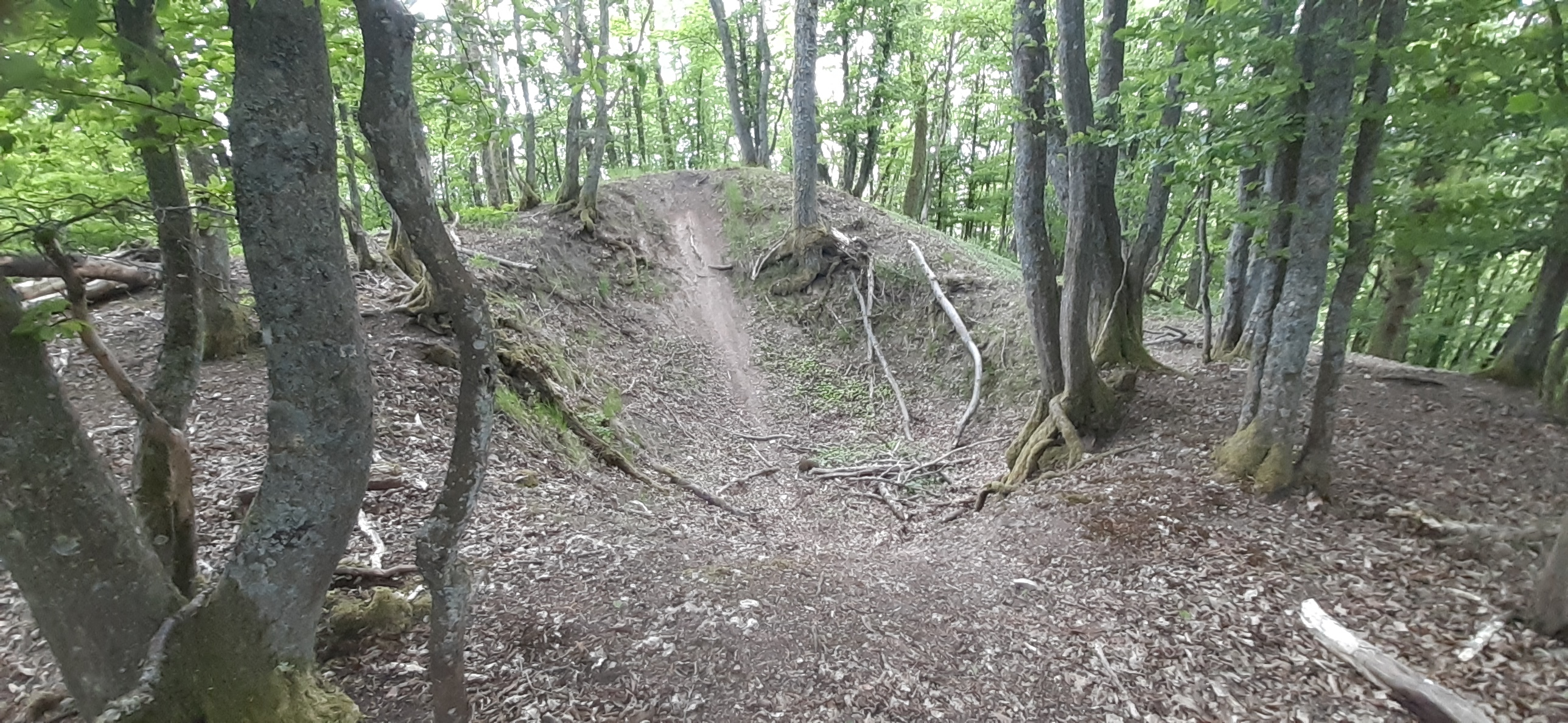
Burgstall der kaum bekannten Höhenburg Nohfels

Die Liste von Burgen und Schlössern im Saarland führt Burgen und Schlössern im heutigen Saarland auf. Sie orientiert sich dabei am umfassendsten Werk über Burgen und Schlösser im heutigen Saarland – „Burgen und Schlösser an der Saar“ von Joachim Conrad und Stefan Flesch – und beschreibt mehr als 200 Objekte dieser Art im heutigen Saarland. Dabei werden Bauwerke von der Antike bis in die Neuzeit berücksichtigt.
Nicht aufgeführt sind Zier- und Nachbauten, die nie als Wohngebäude oder zur Verteidigung genutzt wurden.

## Objekte
1. Allerburg, Namborn
2. Burgstall Alte Burg, Homburg-Einöd
3. Alte Burg, Nohfelden-Neunkirchen
4. Alte Burg, Saarwellingen-Labach
5. Burg Altenfelsberg, Wallerfangen-St. Barbara
6. Altes Schloss, Scheiden
7. Altes Schloss, Lebach-Hahn
8. → Alt-Montclair, Mettlach
9. Schloss Amalienlust (Fasanerie) (abgegangen), Homburg-Erbach
10. → Schloss Annahof, Niederwürzbach
11. Burghaus Ballern, Merzig
12. Palais Baron von Lüder (auch Stadtpalais Saarbrücken), Saarbrücken-Alt-Saarbrücken
13. Deutsch-Ordens-Kommende Beckingen, Beckingen
14. Burg Beilstein (abgegangen), Homburg-Reiskirchen
15. Schloss Berg, Nennig
16. Burg Berus, Berus
17. Schloss Bietschied, Heusweiler
18. Burg Bliesen, St. Wendel-Bliesen
19. Schloss Blieskastel, Blieskastel, siehe auch Schlosskirche
20. Burg Blumenau, Blieskastel-Brenschelbach
21. Wasserburg Bubach, Eppelborn-Bubach (abgegangen)
22. Schlossruine Bübingen, Perl-Nennig
23. Burg Bucherbach, Püttlingen
24. Burg Büschfeld, Wadern
25. Schloss Buseck, Eppelborn-Calmesweiler
26. Schloss Dagstuhl, Dagstuhl
27. Burg Dagstuhl, Dagstuhl
28. Schloss Dillingen, Dillingen/Saar
29. Schloss Düren, Wallerfangen-Düren
30. Ringwallanlage Elsenfels, Nohfelden
31. Schloss Esbeck (abgegangen), Homburg
32. Schloss Esebeck (abgegangen), Nohfelden-Gonnesweiler
33. → Burg Faha (abgegangen), Mettlach
34. Finkenburg (Weiskirchen), Weiskirchen
35. Schloss Fellenberg (Schloss Merzig), Merzig
36. Burg Fremersdorf, Fremersdorf
37. Schloss Fremersdorf, Fremersdorf
38. Gustavsburg, Homburg-Jägersburg, mit Burg- und Schlossmuseum Jägersburg
39. Schloss Gutenbrunnen (Schloss Louisenthal), Wörschweiler
40. Schloss Halberg, Saarbrücken
41. Schloss Hausbach (abgegangen), Losheim am See
42. Burg Hausen (Schloss Hausen), Rehlingen
43. Schloss Heinrichshaus, Saarbrücken
44. Schloss Hemmersdorf, Rehlingen-Siersburg-Großhemmersdorf
45. Jagdschloss Hessbach, Rehlingen-Siersburg-Itzbach
46. Schloss Hilbringen, Merzig-Hilbringen
47. Hollerburg, Kirkel
48. Festung Hohenburg, Homburg
49. Wallburg Homerskopf, Nohfelden-Wolfersweiler
50. Humburg, Düren
51. Hunnenburg, Lebach
52. Schloss Itzbach, Rehlingen-Siersburg-Itzbach
53. Wallanlage Itzbach, Rehlingen-Siersburg-Itzbach
54. Schloss Jägersberg (abgegangen), Neunkirchen
55. Schloss Jägersburg (abgegangen), Homburg-Jägersburg
56. → Jagdschloss Kaninchenberg, Saarbrücken
57. Schloss Karlsberg, Homburg
58. Jagdschloss Karlsbrunn, Karlsbrunn
59. Burg Kerpen, Illingen
60. Schloss Kerprichhemmersdorf, Rehlingen-Siersburg-Kerprichhemmersdorf
61. Burg Kirkel, Kirkel
62. Wallburg Königsberg, Rehlingen-Siersburg, sw Siersburg auf dem gleichnamigen Königsberg
63. Schloss La Motte, Lebach
64. Liebenburg, Namborn
65. Burg Linden (Schloss Linden) (abgegangen), Oberthal-Linden
66. → Litermont, Nalbach
67. Burg Lockweiler (abgegangen), Wadern
68. Schloss Ludwigsberg (abgegangen), Saarbrücken
69. Burg Marpingen (abgegangen), Marpingen
70. Burg Medelsheim (abgegangen), Medelsheim
71. Burg Mengen (abgegangen), Bliesmengen-Bolchen
72. Merburg, Homburg-Kirrberg
73. → Schloss Monplaisir, Niederwürzbach
74. Burg Montclair, Mettlach
75. Burg Mühlenbach, Heusweiler-Numborn
76. Burgstall Mühlenberg Bettingen, Schmelz-Bettingen
77. Schloss Münchweiler, Nunkirchen
78. Schloss Neuhaus, Saarbrücken
79. Schloss Neunkirchen (abgegangen), Neunkirchen
80. Wasserburg Neunkirchen (Neue Burg), Nohfelden-Neunkirchen/Nahe
81. Burgstall Nohfels, Nohfelden
82. Oettinger Schlösschen, Wadern
83. Schloss Ottweiler (abgegangen), Ottweiler
84. Schloss Pfaffenkopf, Saarbrücken
85. → Schloss Philippsburg, Mandelbachtal-Ommersheim
86. Burg Püttlingen („Hexenturm“), Püttlingen
87. Schloss Püttlingen, Püttlingen
88. Schloss Rammelfangen, Wallerfangen-Rammelfangen
89. Burg Rappweiler, Weiskirchen
90. Schloss Rehlingen, Rehlingen-Siersburg
91. Schloss Saarbrücken, Saarbrücken
92. Deutsch-Ordenskommende Saarbrücken, Saarbrücken
93. Schloss Saareck, Mettlach
94. Burg Saarstein, Mettlach
95. Schloss Saarwellingen, Saarwellingen
96. Palais Salabert (abgegangen), Homburg
97. Burg St. Wendel (abgegangen), St. Wendel
98. Schloss St. Wendel, St. Wendel
99. → Schauenberg (Schaumberg), Tholey
100. → Schaumberger Hof, Tholey
101. Burg Scheiden (Altes Schloss), Losheim am See-Scheiden (Burgstall einer Doppelburg)
102. Burg Schwarzenbach (Nonnweiler), Nonnweiler-Schwarzenbach
103. Schwarzenburg, Wadern-Lockweiler
104. Siersburg, Rehlingen-Siersburg
105. Burg Skiva, Mettlach, siehe Burg Montclair
106. Burg Sötern, Nohfelden-Sötern
107. → Wallanlage Spiemont, Niederlinxweiler
108. Stiefler Schloss, St. Ingbert
109. Teufelsburg, Überherrn
110. Burg Veldenz, Nohfelden
111. Schloss von Papen (Schloss Wallerfangen), Wallerfangen (abgegangen)
112. Burg Urexweiler, Marpingen-Urexweiler
113. Schloss Villeroy, Wallerfangen-Niederlimberg
114. Schloss Wadern, Wadern
115. Burg Weierweiler (auch Hungerburg genannt), Weiskirchen-Weierweiler
116. Werexcastel, Ommersheim
117. Schloss Ziegelberg, Mettlach